# Fritz von Uhde

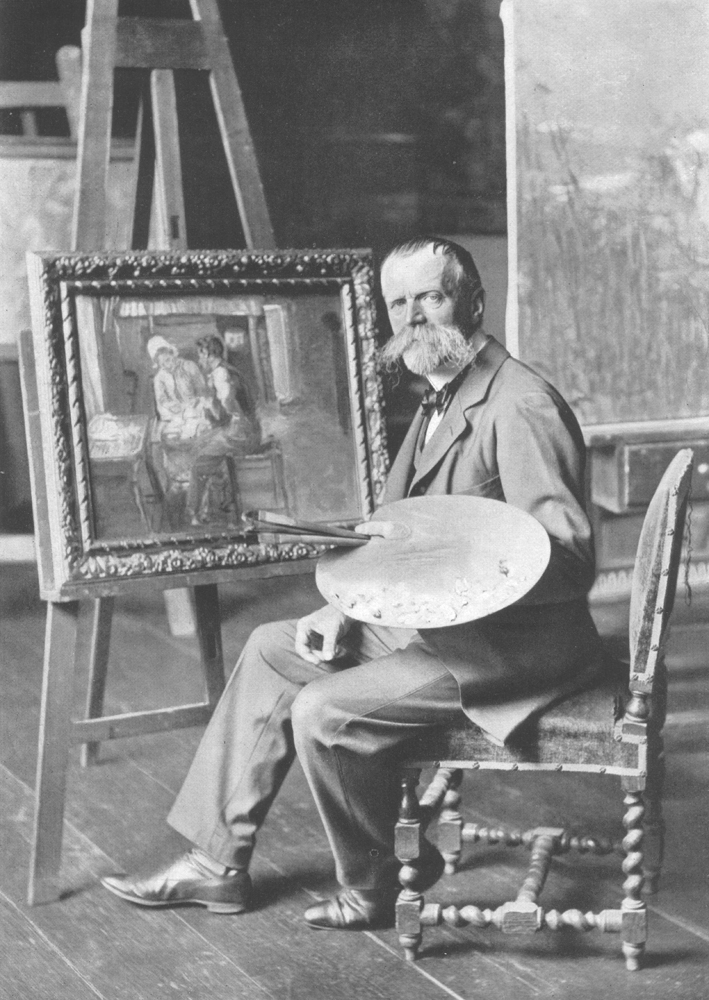
Portret van Fritz von Uhde, ca. 1902

Friedrich Hermann Carl Uhde , geboren in kasteel Wolkenburg, gemeente Limbach-Oberfrohna, niet ver van Chemnitz, Saksen op 22 mei 1848, en overleden te München op 25 februari 1911, was een Duitse schilder. Zijn stijl sluit nauw aan bij zowel het impressionisme als het realisme.

## Leven

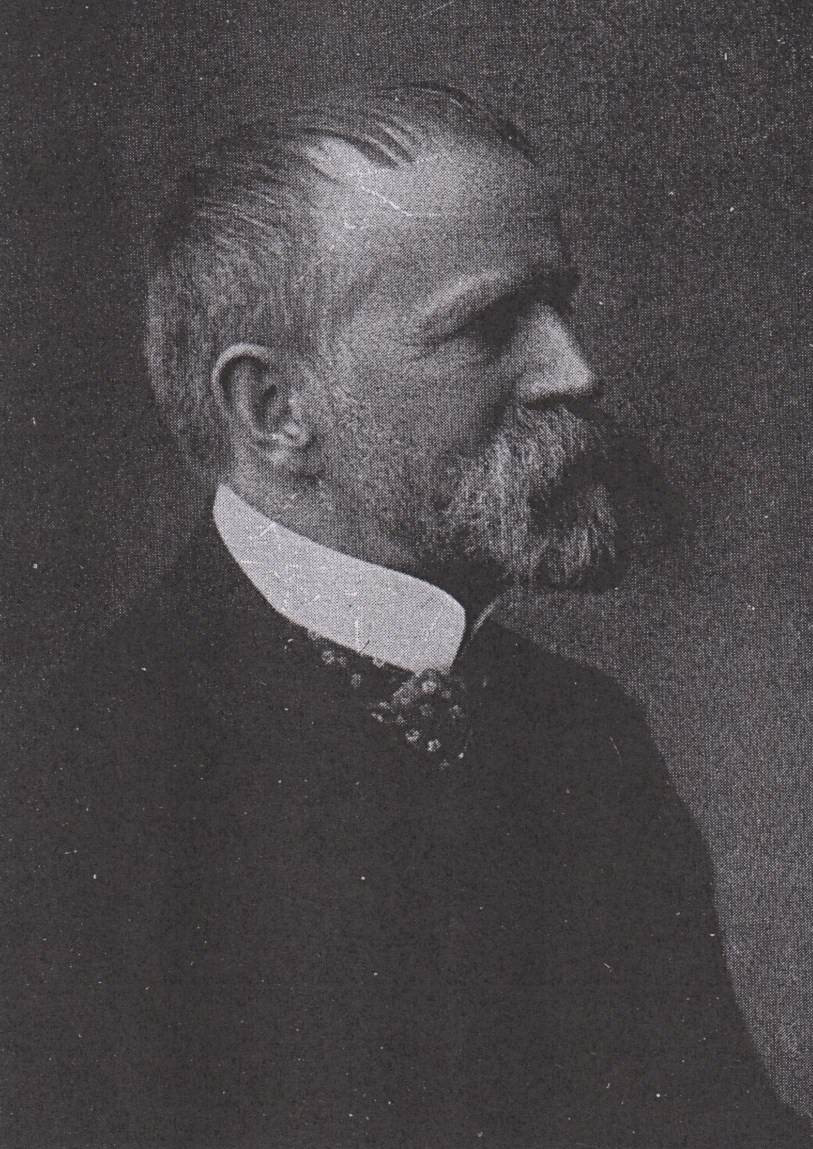
Portret van Fritz von Uhde, ca. 1907

Fritz von Uhde groeide op in een welvarend gezin waardoor hij zijn artistieke vaardigheden ten volle kon ontplooien. In 1866 startte hij zijn studies aan de Academie voor Beeldende Kunsten in Dresden. Niet veel later stopte hij zijn studies om zijn militaire dienst te doen. Tussen 1867 en 1877 bleef hij actief in het leger. Daar specialiseerde hij zich in de paardrijkunst. In 1877 verhuisde hij naar München. Vanaf dat moment gingen zijn interesse vooral uit naar de ‘Nederlandse meesters’ uit de 16de/17de eeuw. In die periode probeerde hij toegang te krijgen tot de studio’s van de kunstenaars Piloty en Diez. Hij slaagde echter niet en reist uiteindelijk in 1879 naar Parijs. Daar bleef hij de Nederlandse kunst bestuderen onder het toezicht van Mihály Munkácsy, een Hongaarse schilder. In Parijs leerde hij een techniek die hij als volgt beschreef: ‘een techniek die eenvoudig en volledig correct is’ en hij zei ook dat hij ‘tegelijkertijd in hoge mate een colorist’ is geworden. Zijn werk vertoonde duidelijk een verandering: de duistere tinten werden omgewisseld voor de lichtere. Toen zijn leertijd bij Munkácsy erop zat, keerde hij terug naar München.
Schilderen in de open lucht bracht de schilder tot realistische kunst. Doordat von Uhde op deze manier ging schilderen, probeerde hij ook de werkelijkheid zo correct mogelijk over te brengen op het doek. Overigens zorgde dit ervoor dat hij figuren ging schilderen die toen als minderwaardig werden beschouwd (zoals bijvoorbeeld de kinderen van Nederlandse vissers). Von Uhdes werk werd niet door iedereen gewaardeerd. Wanneer von Uhde in 1883 samen met Max Liebermann wordt vertegenwoordigd op de Internationale Kunstexpositie in München, weigert een Duitse kunstcriticus het werk van de twee te bespreken. Volgens de criticus hoorden hun werken namelijk bij ‘de Fransen’, terwijl ‘de Duitsers’ op dat moment vaak tegen de Franse cultuur gekant waren. Aan de andere kant werd von Uhdes werk geprezen door de natuurlijke voorstellingen in zijn schilderijen.
In 1890 werd von Uhde hoogleraar aan de Academie voor Beeldende Kunst in München. Rond de periode van de eeuwwisseling kende zijn werk ook een steeds groter succes. Elf jaar na de eeuwwisseling stierf hij.

## von Uhdes werk

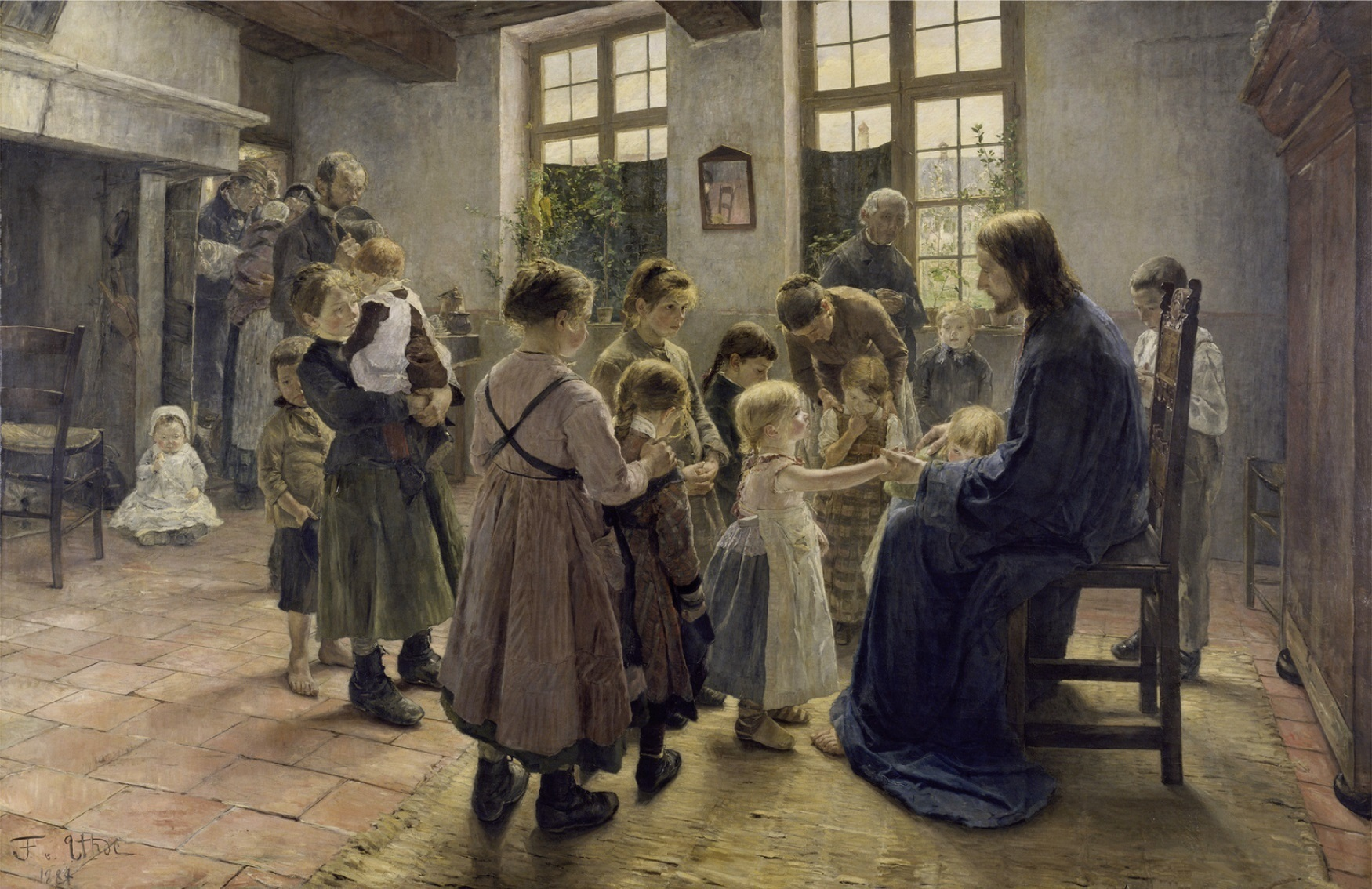
Laat de kinderen tot mij komen, (Marcus 10:14), 1884, Museum der bildenden Künste, Leipzig

Het persoonlijke leven van von Uhde beïnvloedde vaak zijn werk. O.a. het werk Het Tuinpad (1903) is hier getuige van. Op het schilderij staan zijn drie (bijna volwassen) dochters. De band tussen hem en zijn dochters was zeer hecht. Een paar dagen na de geboorte van zijn jongste dochter, stierf zijn vrouw. Hij nam de rol van alleenstaande vader op zich en voedde de drie kinderen in zijn eentje op. Dat verklaart waarom hij zo vaak zijn kinderen schilderde. Het Tuinpad speelt zich af in een tuin, een plaats die voor von Uhde als toevluchtsoord diende. De zonnestralen worden gefilterd door de bomen, waardoor het eerder een groene schijn krijgt. De zonnestralen kunnen op bepaalde plekken toch volledig doorbreken en zorgen voor een lichte schijn op het pad, de vacht van de hond en de kleren van zijn dochters.
Ook religieuze taferelen komen vaak voor in zijn werk. Hierbij worden deze taferelen in een moderner kader geplaatst. Zo wordt in zijn Laat de kinderen tot mij komen Jezus voorgesteld in een eigentijdse Duitse woning. In totaal worden ca. 78 van zijn werken door hun religieuze kenmerken bij de Bijbelse taferelen ingedeeld.
- Bibsys: 90640479
- Bibliothèque nationale de France: cb14967590c (data)
- CiNii: DA16792735
- Gemeinsame Normdatei: 118816632
- International Standard Name Identifier: 0000 0001 0986 0339
- KulturNav: b940cbfe-d9e2-41df-a77f-303baffbb377
- Library of Congress Control Number: nr98032001
- Nationale Bibliotheek van Letland: 000128896
- Nationale Bibliotheek van Tsjechië: xx0057525
- Nationale Bibliotheek van Israël: 987007288299005171
- Nationale Bibliotheek van Polen: a0000002566060
- Nederlandse Thesaurus van Auteursnamen: 101023847
- RKD-Nederlands Instituut voor Kunstgeschiedenis: 78690
- LIBRIS: 209532
- SNAC: w6cj8v8q
- Système universitaire de documentation: 081018614
- Union List of Artist Names: 500014912
- Virtual International Authority File: 71665729
- WorldCat: E39PBJdcxqrR8WHbym4gfBtdwC